# Караваево (Ленинградская область)
Карава́ево (фин. Korovaisi) — деревня в Котельском сельском поселении Кингисеппского района Ленинградской области.

## История
Впервые упоминается в Писцовой книге Водской пятины 1500 года как деревня Коровье в Никольском Толдожском погосте в Чюди Ямского уезда.
Деревня Коровай упоминается на карте Санкт-Петербургской губернии Я. Ф. Шмидта 1770 года.
На карте Санкт-Петербургской губернии Ф. Ф. Шуберта 1834 года обозначена деревня Коровай.

КОРОВАЙ — деревня принадлежит полковнику барону Притвицу, число жителей по ревизии: 28 м. п., 33 ж. п. (1838 год)

В пояснительном тексте к этнографической карте Санкт-Петербургской губернии П. И. Кёппена 1849 года она записана как деревня Korowaisi (Коровай) и указано количество её жителей на 1848 год: савакотов — 27 м. п., 29 ж. п., всего 56 человек, води — 3 человека.
Согласно карте профессора С. С. Куторги 1852 года деревня называлась Короваи.

КОРОВАИ — деревня генерал-лейтенанта барона Притвица, 10 вёрст по почтовой, а остальное по просёлкам, число дворов — 8, число душ — 26 м. п. (1856 год)

КОРОВАЙ — деревня, число жителей по X-ой ревизии 1857 года: 29 м. п., 36 ж. п., всего 65 чел.

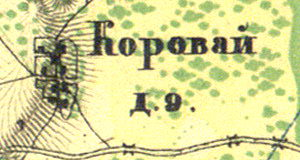
Деревня Караваево на карте 1860 года

Согласно «Топографической карте частей Санкт-Петербургской и Выборгской губерний» в 1860 году деревня называлась Коровай и насчитывала 9 крестьянских дворов.

КОРОВАЙ — деревня владельческая при колодцах, число дворов — 12, число жителей: 32 м. п., 30 ж. п. (1862 год)

КОРОВАЙ — деревня, по земской переписи 1882 года: семей — 17, в них 33 м. п., 41 ж. п., всего 64 чел.

КОРОВАЙ — деревня, число хозяйств по земской переписи 1899 года — 19, число жителей: 32 м. п., 44 ж. п., всего 76 чел.;
 разряд крестьян: бывшие владельческие; народность: финская

В конце XIX — начале XX века деревня административно относилась к Котельской волости 2-го стана Ямбургского уезда Санкт-Петербургской губернии. Население деревни было исключительно финским.
Согласно данным переписи населения СССР 1926 года в деревне Каравай Корветинского сельсовета Котельской волости Кингисеппского уезда проживали 70 человек, большинство финны, а также русские.
По данным 1933 года деревня называлась Каравай и являлась административным центром Корветинского сельсовета Кингисеппского района, в который входили 7 населённых пунктов: деревни Бабино, Вердия, Каравай, Корветино, Матовка, Матье, Савикино, общей численностью населения 688 человек.
По данным 1936 года в состав Карветинского сельсовета входили 7 населённых пунктов, 153 хозяйства и 3 колхоза. Административным центром сельсовета была деревня Караваево.

План деревни Караваево. 1938 год

Согласно топографической карте 1938 года деревня насчитывала 17 дворов, в деревне находился сельсовет.
По данным 1966 и 1973 годов деревня Караваево находилась в составе Великинского сельсовета.
По данным 1990 года деревня Караваево входила в состав Котельского сельсовета.
В 1997 году в деревне Караваево проживали 20 человек, в 2002 году — 28 человек (все русские), в 2007 году — 11.

## География
Деревня расположена в северо-восточной части района к северу от автодороги А180 (E 20) (Санкт-Петербург — Ивангород — граница с Эстонией) «Нарва».
Расстояние до административного центра поселения — 9 км.
Расстояние до ближайшей железнодорожной платформы Кямиши — 5 км.

## Экология
Постановлением Правительства Российской Федерации от 08.10.2015 № 1074 деревня Караваево включена в перечень населённых пунктов, находящихся в границах зон радиоактивного загрязнения вследствие катастрофы на Чернобыльской АЭС и отнесена к зоне проживания со льготным социально-экономическим статусом.

## Демография
| 1862 | 2007 | 2010 | 2017 |
| ---- | ---- | ---- | ---- |
| 62   | ↘11  | ↗21  | ↘10  |

### Национальный состав
Согласно данным Всероссийской переписи населения 2021 года в деревне проживали 27 человек, все русские.